# Isojärvi (Junosuando socken, Norrbotten, 750645-179064)
Isojärvi är en sjö i Pajala kommun i Norrbotten och ingår i Torneälvens huvudavrinningsområde. Sjön har en area på 0,465 kvadratkilometer och ligger 233,2 meter över havet.

## Delavrinningsområde
Isojärvi ingår i det delavrinningsområde (750554-179253) som SMHI kallar för Nedlagd mätstation. Medelhöjden är 231 meter över havet och ytan är 15,48 kvadratkilometer. Räknas de 379 avrinningsområdena uppströms in blir den ackumulerade arean 5 726,34 kvadratkilometer. Lainioälven som avvattnar avrinningsområdet har biflödesordning 2, vilket innebär att vattnet flödar genom totalt 2 vattendrag innan det når havet efter 267 kilometer. Avrinningsområdet består mestadels av skog (69 procent). Avrinningsområdet har 2,12 kvadratkilometer vattenytor vilket ger det en sjöprocent på 13,7 procent. Bebyggelsen i området täcker en yta av 0,81 kvadratkilometer eller 5 procent av avrinningsområdet.